# 보도자료
보도자료(영어: press release)는 행정 기관 및 민간 기업 등에서 언론용으로 발표된 성명이나 문서를 말한다.

## 개념
기자들은 자신이 원하는 취재 대상을 직접 접촉하여 기사를 작성하기도 하지만, 정부 기관이나 기업 관련 뉴스는 그들 조직이 배포한 보도자료를 바탕으로 작성하는 일이 많다. 따라서 각종 기관과 기업은 주요 언론사의 기자들이 자신들이 원하는 방향으로 기사를 작성해주도록 유도하기 위해, 기사 작성에 편리하도록 보도자료를 송부한다.
마감에 쫓기는 기자들의 입장에서 보도자료는 기사 작성에 많은 도움이 된다. 기자들은 보도자료를 읽고 의문점 등을 취재하여 독자적으로 기사를 쓰기도 하며, 경우에 따라서는 보도자료를 그대로 기사로 내보내는 경우도 있다.

## 배포방식
보도자료 배포 방식은 목적에 따라 여러 가지 형식이 있다. 해당 기관 홈페이지에 게시하는 경우도 있고, 언론 담당자에게 직접 이메일이나 팩스로 보내는 경우도 있다. 기자실을 운영하는 기관의 경우 기자실에 직접 보도자료를 배포하기도 한다. 보도자료 배포 와이어 서비스를 이용해 온라인으로 포털과 기자, 블로거, 소셜미디어, 투자자에게 보도자료를 배포하기도 한다.

## 참고 문헌
- 기자들도 모르는 49가지 언론홍보 비밀, 조경익, 한울(한울아카데미), 2011년 9월
- 바이럴마케팅을 이기는 원샷 언론홍보, 조명화, 테마여행신문, 2014년 7월